# Makrosporofil
Makrosporofil, megasporofil – żeński liść zarodnionośny u roślin naczyniowych. Na takim liściu umieszczone są makrosporangia. U roślin nagonasiennych funkcję megasporofilu pełnią łuski nasienne, a u okrytonasiennych odpowiednikiem megasporofili są owocolistki. Makrosporofile często nie przypominają zielonych liści odżywczych – trofofili.